# Augustin Beaud
Pour les articles homonymes, voir Beaud.
Augustin Beaud, né le 15 mars 1871 à Dizimieu et mort le 4 mars 1965 à Paris, est un militaire et homme politique français.
Président du conseil général de la Seine, il est le promoteur de la première flamme sous l’Arc de triomphe en 1923 et des barrages-réservoirs du bassin de la Seine.

## Biographie
Augustin Beaud naît le 15 mars 1871 dans une ferme de Dizimieu (Isère). Sa mère étant devenue veuve 5 mois après, il est emmené à Panossas chez son grand-père Augustin Bourgeois où il passe toute son enfance et « y fut formé au devoir et au travail ». Il garde les troupeaux et apprend à lire à la mairie-école. Il étudie ensuite chez les frères des écoles chrétiennes à Oullins, puis à Lyon au lycée Ampère.
Engagé volontaire à 19 ans (classe 1889), il est promu sous-lieutenant de réserve en 1893, à la fin de son service militaire. Il travaille ensuite dans une maison de soieries à Lyon. En janvier 1895, il part s’installer à son compte à Paris. Il se marie le mercredi 7 juillet 1897 à Epernay avec Marie Benoist. Par la suite ils habiteront au 61 boulevard Magenta. Ils auront 4 enfants : Paul, Louise (décédée à 2 ans), Jehanne et Pierre. 
Il participe activement à la Première Guerre mondiale, atteignant le grade de chef de bataillon ; blessé, il est affecté en 1918 à l'état-major de la XVe Région militaire.
Après la guerre, il entre en politique lors des élections municipales du 30 novembre 1919 : il est élu conseiller de Paris au premier tour de scrutin pour le quartier de Saint Vincent de Paul. Il est réélu en 1925 et reste au Conseil jusqu’en 1935. À l’hôtel de ville, c’est un édile assidu, membre de nombreuses commissions. À l’Assistance Publique, il est rapporteur du domaine. Au conseil général, il est, à la 3e commission des enfants assistés, président de la commission départementale du Travail (ce qui lui vaut d’être nommé, en 1935, commandeur de la légion d’honneur pour les services rendus), membre de la commission administrative d’apprentissage. Il est président du conseil général de la Seine en 1934.
Pendant la « drôle de guerre » (1939-1940), il participe à la défense passive : notamment aux services sanitaires où il s’occupe à titre bénévole de l’aménagement des hôpitaux Z, destinés aux gazés. Il est également chef d’îlot, chargé de contrôler l'extinction des feux pour éviter de faire repérer Paris par les avions allemands. Il s’occupe de l’orphelinat Eugène Napoléon (254 faubourg Saint Antoine, Paris 12e), tenu par les sœurs de Saint Vincent de Paul et s’y dévoue sans compter dès septembre 1939. Il en assure en particulier le ravitaillement.
Après le mariage de son fils Pierre en 1946, il s’installe à la maison de retraite de Sainte-Perrine à Paris, tout en s’occupant de l’Aménagement du bassin de la Seine, bien que sa vue baisse et que, atteint de cataracte, il finisse par ne plus voir grand-chose pour lire et écrire. 
Il meurt le 4 mars 1965 à Paris.

## Fonctions
- Lieutenant adjoint du colonel au 106e à Bourgoin, capitaine puis commandant de réserve durant 4 années de guerre au 108e de Chambéry et au 117e de Nîmes et à l’état-major de la XVe région à Nîmes
- Vice-président du Conseil municipal de Paris 1930
- Président du Conseil général de la Seine 1934
- Rapporteur du domaine de l’Assistance publique
- Président national des commissions départementales du travail
- Expert près des tribunaux et la Cour d'appel de Paris

## Distinctions
- : Commandeur de la Légion d'honneur
- : Croix de guerre 1914-1918 (6 citations)
- : Commandeur de l'ordre de Saint-Sylvestre
- Grand croix, commandeur ou officier de nombreux ordres français et étrangers

## La guerre de 1914
Dès le 1er août 1914, il prend comme capitaine le commandement de la 6e compagnie du 108e territorial de Savoie. Le 17 octobre, le 108e embarquait pour le front et prenait aussitôt les tranchées devant Prosnes. Le 4 décembre, le régiment détachait d’urgence son 2e bataillon, au bois de la Grurie. Le 17 décembre : attaque allemande.
« Ordre du G.Q.G. des Armées de l’Est no 570 D du 1er février 1915 M. Beaud Augustin a été nommé dans l’ordre de la Légion d'honneur au grade de chevalier : « Lors de l’attaque allemande du 17 décembre 1914 ayant reçu l’ordre du Commandant du Sous-Secteur de coopérer, avec sa Compagnie, aux opérations tendant à enrayer cette attaque, a fait preuve pendant deux jours de la plus grande bravoure, de la plus grande fermeté et d’une entente parfaite de son métier. A abordé à plusieurs reprises l’ennemi à la baïonnette, à la tête de ses hommes à qui il a su inspirer, par son attitude personnelle, la plus grande confiance. » Signé : Joffre »
Le 28 mai 1915 il est nommé chef de bataillon : « officier supérieur énergique, dévoué et allant. A commandé avec intelligence et bravoure pendant les combats des 17, 18, 19 juillet 1915 un détachement de 6 compagnies du 108e territorial. » Passe au 117e Territorial de campagne. Citation du 2 octobre 1916 : « officier plein d’activité, animé d’un vif désir de se signaler. A su, par son action personnelle et par son exemple, soit dans les opérations de septembre 1916 sur la Somme, soit dans la défense des secteurs dans la Meuse, obtenir des unités placées sous ses ordres un maximum d’efforts. »
Évacué pour subir une intervention chirurgicale, il fut affecté le 22 mars 1918 à l’État-Major de la XVe Région à Nîmes, il sut mériter à nouveau les éloges de ses chefs et à sa démobilisation, le 7 mai 1919, il était proposé pour officier de la Légion d'honneur.

## La flamme de l’Arc de triomphe
Fin du discours prononcé par Augustin Beaud à Panossas (Isère) le 2 mai 1948 :
« Le soir de la Toussaint 1922 je venais de reconduire mon second fils au collège de Sainte Croix de Neuilly, où il était pensionnaire. Désireux de prendre un peu l’air après avoir travaillé tout l’après-midi dans mon bureau, je montais à pied l’avenue de la Grande Armée. Non loin de l’Arc de Triomphe l’idée me vint de faire encore 2 ou 300 pas pour aller me recueillir un peu devant la tombe du Soldat Inconnu. Il était environ 9 heures du soir, la nuit était noire, le vent soufflait en rafales, et je me trouvais seul devant la dalle funèbre…Lui aussi le pauvre Grand Mort, il était seul, abandonné et comme oublié en cette triste nuit de la Toussaint !... Je pensais alors que des milliers de villes et de villages de France avaient des Disparus et que ce même soir et à la même heure d’innombrables pauvres parents songeaient, tout en se disant : Il est peut-être là-haut ! Et il me sembla que toutes leurs pensées convergeaient jusqu’à cette tombe obscure… En même temps, je me rappelais mon dernier voyage de Panossas (Isère), à la Toussaint de l’année 1889, quand par une nuit pareille je regagnais Crémieu pour prendre le dernier train et que le glas des morts tintait tout au long de ma route par Chozeau et Villemoirieu. Je revoyais aussi en souvenir dans le cimetière de Panossas, au bout de l’allée à gauche, une sorte de chapelle recouverte d’un cintre de fer blanc qui abritait une petite lampe que la main pieuse d’une vieille demoiselle Sivord allumait autrefois pour la veillée des morts. Je relevais la tête et dégageais mes pensées, ma résolution était prise : l’an prochain me dis-je, il faut qu’une lampe brûle ici dès la tombée de la nuit ! Le temps passe vite au milieu de l’effervescence des occupations journalières du conseil municipal de Paris. A la session de juillet 1923 je me rendis compte que les séances allaient être terminées et que la Toussaint allait revenir sans que ma proposition fut faite. C’est alors que je rédigeais le projet de résolution concrétisé ainsi: «A perpétuité pendant la nuit de la Toussaint, veille de la Fête des Morts, la Ville de Paris, répondant au sentiment de piété nationale à l’égard du plus grand de tous les morts allumera et entretiendra 2 torchères sous l’Arc de Triomphe, devant la tombe du Soldat Inconnu. »
A la séance du 12 juillet 1923 la résolution fut adoptée à l’unanimité.
Lors d’une entrevue d’Augustin Beaud avec le général Henri Gouraud, gouverneur militaire de Paris, pour lui présenter la décision du conseil municipal, le général souhaita, après ses remerciements, que la tombe soit éclairée tous les soirs, ce à quoi Augustin Beaud répondit : « Cela viendra sans aucun doute un jour mais il fallait commencer. C’est fait à présent. » 
Le 1er novembre 1923, deux torchères furent allumées par la ville de Paris éclairant la tombe du soldat inconnu et ainsi tous les 1er novembre les années suivantes (dépense inscrite à chaque exercice budgétaire). Puis les torchères disparurent dans les années 1980.
L’idée de la flamme éternelle du général Gouraud fut alors reprise par le journaliste Gabriel Boissy et l’écrivain Jacques Péricard à grand bruit. Elle fut allumée pour la première fois, sous la forme actuelle au sol, le 11 novembre 1923 ; « le comité de la Flamme » créé à cette occasion fut chargé d’entretenir la flamme et de gérer la cérémonie journalière. Si bien qu’on ne parle plus que de Boissy et Péricard, oubliant celui qui en fut l’initiateur Augustin Beaud qui déclarait le 2 mai 1948 à Panossas : « L’idée  pieuse et patriotique a fait du chemin, une flamme semblable brûle maintenant de par le monde, dans presque  toutes les capitales. Cette flamme de l’Arc de Triomphe elle-même, d’où est-elle partie ? Du cimetière de Panossas ! »

## L’aménagement du bassin de la Seine
Les terribles inondations de 1910 étant toujours dans les mémoires, dès 1923 il fait une note au conseil général de la Seine où il invite l’administration à mettre à l’étude le projet de l’ingénieur Henri Chabal publié en 1920, qui, grâce à la création de vastes réservoirs dans lesquels les eaux des crues seraient emmagasinées, permettrait l’approvisionnement abondant de la capitale en eau filtrée et fraîche au prix de 0f20 le m3. Après les inondations de 1924, le programme des barrages est élaboré. Les barrages du Crescent et du Bois de Chaumeçon sont achevés en 1932 et 1939, celui de Champaubert en 1938 et Pannecière-Chaumard en 1949. Face au projet opposé de capter les eaux du Val de Loire pour alimenter Paris, il crée en 1948 le comité d’initiative de l’aménagement du bassin de la Seine et « se bat » jusqu’en 1958 date à laquelle il cesse son activité au sein du comité à l’âge de 87 ans. Son travail ni celui de Chabal n’ont été reconnus mais il eut la satisfaction de voir le barrage-réservoir Seine dit lac d'Orient en cours de réalisation (terminé 1 an après sa mort en 1966). Deux autres barrages réservoirs suivirent : Aube et Marne dit lac du Der-Chantecoq qui submergea celui de Champaubert-aux-Bois.